# Lac Moncouche (Mont-Valin)
Pour les articles homonymes, voir Moncouche.
Le lac Moncouche est un plan d'eau douce du bassin versant de la rivière des Sables, coulant dans le territoire non organisé de Mont-Valin, dans la municipalité régionale de comté (MRC) Le Fjord-du-Saguenay, dans la région administrative de la Saguenay-Lac-Saint-Jean, dans la province de Québec, au Canada.
La majorité de la superficie du lac Moncouche est compris dans la partie Nord-Ouest du territoire de la zec Martin-Valin, dans le canton de Garreau. La foresterie constitue la principale activité économique du secteur. Les activités récréotouristiques arrivent en second.
La route forestière R0208 (sens Nord-Sud) dessert le côté Est du Lac Le Marié et la partie supérieure de la rivière aux Sables. À l’opposé, du côté Est, la route forestière R0201 (sens Nord-Sud) dessert la vallée de la rivière Saint-Louis. Quelques autres routes forestières secondaires desservent les environs du lac Moncouche pour les besoins de la foresterie et des activités récréotouristiques,,.
La surface du lac Moncouche est habituellement gelée de la fin novembre au début avril, toutefois la circulation sécuritaire sur la glace se fait généralement de la mi-décembre à la fin mars.

## Géographie
Les principaux bassins versants voisins du lac Moncouche sont :
- Côté Nord : Rivière Wapishish, rivière Poulin, rivière aux Sables, rivière aux Castors (rivière aux Sables) ;
- Côté Est : Lac Doumic, lac Betsiamites, lac Le Marié, ruisseau Liégeois ;
- Côté Sud : Rivière Sainte-Marguerite, rivière à la Cruche, Bras de l'Enfer ;
- Côté Ouest : Rivière Saint-Louis, rivière Nisipi, rivière Étienne (rivière Shipshaw)[1].

Le lac Moncouche est situé entièrement en milieu forestier dans le territoire non organisé de Mont-Valin. Le lac Moncouche comporte une longueur de 8,0 km, une largeur maximale de 7,1 km et une altitude de 700 m. Ce plan d’eau comporte un pourtour complexe, étant très échancré. Il comporte de nombreuses îles et de presqu'îles. Le lac Moncouche jouxte notamment les lacs Doumic, Maingard et Le Marié; cet ensemble de lacs alimente la zone de tête de la rivière aux Sables.
L’embouchure du lac Moncouche est localisée à:
- 5,7 km au Sud-Est de la route forestière R0208 ;
- 11,6 km au Sud-Est du barrage du lac Poulin-De Courval ;
- 75,0 km au Sud-Est de l’embouchure de la rivière aux Sables (réservoir Pipmuacan) ;
- 36,9 km au Nord de la rivière Saguenay ;
- 49,7 km au Sud-Ouest du centre du village de Saguenay (ville) ;
- 33,8 km à l’Est du cours de la rivière Shipshaw[4],[1].

À partir de l’embouchure du lac Moncouche, le courant coule sur 14,3 km en traversant successivement le lac Maingard, le lac Le Marié, le lac des Trois Chutes et le lac Marc avant de se déverser sur la rive Ouest de la rivière aux Sables. De là, le courant remonte vers le Nord sur km en suivant le cours de cette dernière rivière jusqu’à la baie des Sables, sur la rive Sud du réservoir Pipmuacan. De là, le courant coule d’abord vers le Nord pour rejoindre le courant de la rivière Betsiamites qui coule généralement vers le Sud-Est pour se déverser sur la rive Nord-Ouest de l’estuaire du Saint-Laurent.

## Toponymie
Le toponyme « lac Moncouche » parait dans le Dictionnaire des rivières et lacs de la province de Québec, éditions de 1914 et de 1925. Le Petit lac Moncouche aurait été ainsi dénommé quelques décennies plus tard. En langue innue et en cri, muak désigne le huard ou huart, et Moncouche serait la transcription de la forme plurielle du terme, -É mw¯akouch en cri.
Le toponyme « Lac Moncouche » a été officialisé le 5 décembre 1968 par la Commission de toponymie du Québec.